# Тім Кляйндінст
Тім Кляйндінст (нім. Tim Kleindienst, нар. 31 серпня 1995, Бад-Мускау) — німецький футболіст, нападник друголігового «Гайденгайма».

## Клубна кар'єра
Народився 31 серпня 1995 року в місті Бад-Мускау. Вихованець юнацької команди «Енергі» (Котбус). З другої половини сезону 2012/13 став залучатись до матчів резервної команди, в якій 2013 року взяв участь у 4 матчах Регіоналліги.
14 грудня 2013 року Кляйндінст дебютував за першу команду у Другій Бундеслізі в грі проти «Фортуни» (Дюссельдорф), де його команда програла 1:3. За підсумками того сезону котбусці вилетіли до Третьої ліги, де Кляйндінст став основним гравцем, забивши 13 голів у 35 іграх чемпіонату, втім команда не зуміла повернутись до другого дивізіону.
Проте результативність нападника не залишилась непоміченою і 20 травня 2015 року Тім повернувся до Другої Бундесліги, ставши гравцем клубу «Фрайбург». За підсумками дебютного сезону 2015/16 команда посіла перше місце і вийшла до елітного дивізіону, але Кляйндінст не був основним гравцем, провівши лише 7 матчів у чемпіонаті, тому залишився у другому дивізіоні ще на рік, відігравши сезон 2016/17 за «Гайденгайм». Повернувшись у «Фрайбург» Тім дебютував у Бундеслізі 20 серпня 2017 року у грі з проти «Айнтрахта» (0:0) у Франкфурті, вийшовши в основі, а на 58-ій хвилині його змінив Нільс Петерсен. У тому сезоні 2017/18 нападник достатньо часто виходив на поле, зігравши у 25 матчах в усіх турнірах, але мав вкрай низьку результативність — лише 2 голи, тому на наступний сезон втратив місце в основі й зіграв лише 6 ігор.
2 вересня 2019 року Кляйндінст повернувся у «Гайденгайм». Там Тім швидко став основним гравцем і забивши 14 голів у 26 матчах Другої Бундесліги допоміг команді у першому сезоні посісти високе 3-тє місце, яке дозволило його команді зіграти у плей-оф за право виходу до Бундесліги, де його команда програла «Вердеру».
У липні 2020 року Кляйндінст разом із партнером по команді Нікласом Доршем переїхав до Бельгії до місцевого клубу «Гент», з яким підписав чотирирічний контракт. За пів року відіграв за команду з Гента 15 матчів у національному чемпіонаті.
На початку 2021 року повернувся до «Гайденгайма» на правах оренди, а в липні того ж року німецький клуб повернув гравця до своїх лав вже на умовах повноцінного контракту.

## Виступи за збірну
У складі збірної Німеччини до 20 років був учасником молодіжного чемпіонату світу 2015 року у Новій Зеландії, де дійшов з командою до чвертьфіналу. Загалом на юнацькому рівні взяв участь у 10 іграх.